# Tataháza
Tataháza è un comune dell'Ungheria di 1 532 abitanti (dati 2005). È situato nella contea di Bács-Kiskun.